# Aeródromo de Preguiça
El Aeródromo de Preguiça (código IATA: SNE, código OACI: GVSN) es un aeropuerto situado en Cabo Verde gestionado por Aeroportos e Segurança Aérea (ASA) situado al sur de Ribeira Brava.
En el verano de 2013 se inauguró la nueva terminal dotando al aeródromo de unas instalaciones modernas.

## Características técnicas
La pista del aeropuerto tiene 1.400 m y es de categoría 3C.
La plataforma tiene capacidad para una aeronave

## Aerolíneas y destinos
| Ciudades por países | Nombre del aeropuerto                   | Aerolíneas          | Aeronaves  | Frecuencias semanales |        |
| África              | África                                  | África              | África     | África                | África |
| ------------------- | --------------------------------------- | ------------------- | ---------- | --------------------- | ------ |
| Cabo Verde          |                                         |                     |            |                       |        |
| Praia               | Aeropuerto Internacional Nelson Mandela | Binter CV           | ATR 72-500 |                       |        |
| Isla de Sal         | Aeropuerto Internacional Amílcar Cabral | Cabo Verde Airlines |            |                       |        |
| Isla de São Vicente | Aeropuerto Internacional Cesária Évora  | Cabo Verde Airlines |            |                       |        |

Vuelos actualizados a junio de 2017

## Estadísticas
Ver fuente y consulta Wikidata.